# Фінал кубка СРСР з футболу 1964
Фіна́л Ку́бку СРСР з футбо́лу 1964 — фінальний матч у розіграші Кубка СРСР 1964, 23-й фінал турніру. Відбувся на Центральному стадіоні ім. Леніна в Москві 27 вересня 1964 року.
У фіналі взяли участь «Динамо» (Київ) та «Крила Рад» (Куйбишев).

## Претенденти
- «Динамо» (Київ) — Чемпіон СРСР (1961), триразовий срібний призер чемпіонату СРСР (1936, 1952, 1960), бронзовий призер чемпіонату СРСР (1937), семиразовий володар Кубка Української РСР (1936, 1937, 1938, 1944, 1946, 1947, 1948), володар Кубка СРСР (1954).
- «Крила Рад» (Куйбишев) — фіналіст Кубка СРСР (1953).

## Шлях до фіналу
| «Динамо»             | «Динамо»         | «Динамо»           | Раунд       | «Крила Рад»        | «Крила Рад» | «Крила Рад»    |
| -------------------- | ---------------- | ------------------ | ----------- | ------------------ | ----------- | -------------- |
| Суперник             | Результат        | Дата               | Плей-оф     | Суперник           | Результат   | Дата           |
| «Нафтовик» (Фергана) | 1-0 (в)          | 1 червня 1964      | 1/16 фіналу | «Зоря» (Луганськ)  | 2-1 (в)     | 4 червня 1964  |
| «Нафтовик» (Баку)    | 4-1 (д)          | 11 червня 1964     | 1/8 фіналу  | «Шахтар» (Донецьк) | 2-1 (в)     | 11 червня 1964 |
| «Шинник» (Ярославль) | 3-1 (в)          | 21 червня 1964     | 1/4 фіналу  | СКА (Львів)        | 1-0 (д)     | 21 червня 1964 |
| «Спартак» (Москва)   | 0-0 (в), 3-2 (в) | 8 і 9 вересня 1964 | 1/2 фіналу  | «Динамо» (Москва)  | 3-2 (в)     | 7 вересня 1964 |

## Протокол матчу
| 27 вересня 1964 |

| «Динамо» (Київ)       | 1:0        | «Крила Рад» (Куйбишев) |
| --------------------- | ---------- | ---------------------- |
| Віктор Каневський 17' | (Протокол) |                        |

| Центральний стадіон ім. Леніна, Москва Глядачів: 90 000 Арбітр: Тофік Бахрамов (Баку) |

| Динамо (Київ) | Крила Рад (Куйбишев) |

| ДИНАМО:       |    |                       |
|               |    |                       |
| В             | 1  | Віктор Банніков       |
| ЗХ            | 2  | Володимир Щегольков   |
| ЗХ            | 3  | Вадим Соснихін        |
| ЗХ            | 4  | Василь Турянчик       |
| ЗХ            | 5  | Леонід Островський    |
| ПЗ            | 6  | Йожеф Сабо            |
| ПЗ            | 7  | Андрій Біба           |
| НП            | 8  | Федір Медвідь         |
| НП            | 9  | Олег Базилевич        |
| НП            | 10 | Віктор Каневський (к) |
| НП            | 11 | Віктор Серебряніков   |
| Тренер:       |    |                       |
| Віктор Маслов |    |                       |

| КРИЛА РАД:    |    |                      |
|               |    |                      |
| В             | 1  | Олександр Соколов    |
| ЗХ            | 2  | Євген Майоров        |
| ЗХ            | 3  | Генадій Саричев      |
| ЗХ            | 4  | Юрій Капсін          |
| ЗХ            | 5  | Борис Вальков        |
| НП            | 6  | Володимир Гришин     |
| НП            | 7  | Микола Осянін        |
| ПЗ            | 8  | Альфред Федоров (к)  |
| НП            | 9  | Борис Кох            |
| НП            | 10 | Анатолій Жуков       |
| НП            | 11 | Анатолій Кікін       |
| Запасні:      |    |                      |
| НП            | 12 | Абдухлак Абдульманов |
| Тренер:       |    |                      |
| Віктор Карпов |    |                      |

|  |